# Sitio de Morelia de 1924
El Sitio de Morelia de 1924 ocurrió del 19 al 21 de enero de ese año durante la Rebelión Delahuertista que enfrentó a generales del ejército mexicano por la imposición de Plutarco Elías Calles como presidente de la república en sucesión del general Álvaro Obregón. El sitio fue la batalla más importante ocurrida en el frente de occidente de la rebelión y el último conflicto militar que se libraría en la historia de la ciudad de Morelia.